# Zonoepalpus argentinensis
Zonoepalpus argentinensis là một loài ruồi trong họ Tachinidae.